# 四瀆一
HD 52960，又名BD+11 1428，SAO 96429、HR 2649，是一颗雙子座的恒星，视星等为5.13，位于銀經204.5，銀緯7.65，其B1900.0坐标为赤經6h 58m 5.6s，赤緯+11° 7.65′ 54″。